# Kaltouma Nadjina
Kaltouma Nadjina   (Bol, 16 de novembre de 1976) és un atleta txadiana. Les seves especialitats són els 200 i 400 metres, (i té rècords txadians en aquests esdeveniments), els 100 m i els 800 m. Va guanyar els 200 m als Jocs de la Francofonia del 2001 celebrat a Ottawa (Canadà), i els 200 i 400 m al Campionat africà d'atletisme del 2002 celebrats a Tunis.

## Joventut
Nascuda a Bol dins d'una família modesta, la seva carrera esportiva va començar quan va participar el 1993 a Moundou a la Setmana Nacional de l'Esport. La seva victòria als 400 metres li va obrir el camí cap a la selecció del Campionat del Món d'Atletisme Sub-20 del 1994 celebrats a Lisboa.
Al febrer de 1997, amb l'ajut d'una subvenció obtinguda pel Comitè Olímpic Internacional (COI), va marxar del Txad cap als Estats Units d'Amèrica. Ella es va establir a Savannah, Geòrgia el 1996. El 2000 es va traslladar a Calgary, Alberta (Canadà), on es va formar sota l'exentrenador olímpic canadenc John Cannon.

## Carrera esportiva
Fins als nostres dies, les seves victòries més importants són els 200 m al Jocs de la Francofonia del 2001 celebrat a Ottawa (Canadà), i els 200 i 400 m al Campionat africà d'atletisme celebrats a Tunis. A la Copa Continental d'atletisme de 2002, va acabar 5a en els 400 m i 4a en els 4 x 400 m relleus. Posseeix els rècords txadians de 100 m, 200 m, 400 m i 800 m.
L'any 2004, Nadjina va competir al Campionat africà d'atletisme del 2004 a Brazzaville, on va guanyar el bronze als 200 metres amb un temps de 23,29, i la plata als 400 metres amb un temps de 50,80. El 2005, Nadjina va competir al 2005 Jocs de la Francofonia de Niamey. Va obtenir medalles d'or tant en els esdeveniments de 200 metres com en els de 400 metres.
El 2009 es va anul·lar un resultat després de donar positiu en dopatge.

## Marques en competicions
| Any                | Competició                                     | Lloc                             | Posició            | Prova              | Temps                  |
| Representació Txad | Representació Txad                             | Representació Txad               | Representació Txad | Representació Txad | Representació Txad     |
| ------------------ | ---------------------------------------------- | -------------------------------- | ------------------ | ------------------ | ---------------------- |
| 1993               | Campionat del món d'atletisme                  | Stuttgart, Alemanya              | 38a (h)            | 200 m              | 26,15                  |
| 1993               | Campionat del món d'atletisme                  | Stuttgart, Alemanya              | 31a (h)            | 400 m              | 59,76                  |
| 1994               | Campionat Africà d'Atletisme Sub-20            | Alger, Algèria                   | 6a                 | 400 m              | 25,34                  |
| 1994               | Campionat del Món d'Atletisme Sub-20           | Lisboa, Portugal                 | 36a (h)            | 200 m              | 24,99 (vent: +1.5 m/s) |
| 1994               | Campionat del Món d'Atletisme Sub-20           | Lisboa, Portugal                 | 26a (h)            | 400 m              | 56,08                  |
| 1995               | Campionat del món d'atletisme                  | Gothenburg, Suècia               | 35a (h)            | 200 m              | 24,57                  |
| 1996               | Jocs Olímpics d'estiu de 1996                  | Atlanta, Estats Units d'Amèrica  | 42a (h)            | 200 m              | 24,47                  |
| 1997               | Campionat del món d'atletisme                  | Atenes, Grècia                   | 33a (h)            | 400 m              | 54,49                  |
| 1999               | Campionat del Món d'atletisme en pista coberta | Maebashi, Japó                   | 17a (h)            | 400 m              | 54,30                  |
| 1999               | Campionat del món d'atletisme                  | Sevilla, Espanya                 | 26a (qf)           | 400 m              | [52,47                 |
| 1999               | Jocs Panafricans                               | Johannesburg, Sud-àfrica         | 7a                 | 200 m              | 23,55                  |
| 1999               | Jocs Panafricans                               | Johannesburg, Sud-àfrica         | 8a                 | 400 m              | 52,47                  |
| 2000               | Campionat africà d'atletisme                   | Alger, Algèria                   | 3a                 | 400 m              | 52,27                  |
| 2000               | Jocs Olímpics d'Estiu de 2000                  | Sydney, Austràlia                | 41a (h)            | 200 m              | 23,81                  |
| 2000               | Jocs Olímpics d'Estiu de 2000                  | Sydney, Austràlia                | 26a (qf)           | 400 m              | 52,60                  |
| 2001               | Campionat del Món d'atletisme en pista coberta | Lisboa, Portugal                 | 4a                 | 400 m              | 52,49                  |
| 2001               | Jocs de la Francofonia                         | Ottawa, Canadà                   | 1a                 | 200 m              | 23,07                  |
| 2001               | Jocs de la Francofonia                         | Ottawa, Canadà                   | 2a                 | 400 m              | 51,03                  |
| 2001               | Campionat del món d'atletisme                  | Edmonton, Canadà                 | 5a                 | 400 m              | 50,80                  |
| 2001               | Goodwill Games                                 | Brisbane, Austràlia              | 1a                 | 400 m              | 52,16                  |
| 2002               | Campionat africà d'atletisme                   | Tunis, Tunísia                   | 1a                 | 200 m              | 22.80 (w)              |
| 2002               | Campionat africà d'atletisme                   | Tunis, Tunísia                   | 1a                 | 400 m              | 51,09                  |
| 2003               | Campionat del Món d'atletisme en pista coberta | Birmingham, Regne Unit           | 13a (h)            | 400 m              | 53,50                  |
| 2004               | Campionat africà d'atletisme                   | Brazzaville, República del Congo | 3a                 | 200 m              | 23,29                  |
| 2004               | Campionat africà d'atletisme                   | Brazzaville, República del Congo | 2a                 | 400 m              | 50,80                  |
| 2004               | Jocs Olímpics d'estiu de 2004                  | Atenes, Grècia                   | 16a (sf)           | 400 m              | 51,57                  |
| 2005               | Jocs de la Francofonia                         | Niamey, Níger                    | 1a                 | 200 m              | 22,92                  |
| 2005               | Jocs de la Francofonia                         | Niamey, Níger                    | 1a                 | 400 m              | 52,12                  |
| 2005               | Campionat del món d'atletisme                  | Hèlsinki, Finlàndia              | 18a (sf)           | 400 m              | 52,07                  |
| 2009               | Campionat africà d'atletisme                   | Beirut, Liban                    | 1a                 | 200 m              | 23,09                  |
| 2009               | Campionat africà d'atletisme                   | Beirut, Liban                    | 1a                 | 400 m              | 51,04                  |